# Hernando de Santana
Hernando de Santana, né à Zafra, est un conquistador espagnol. Il a conquis le territoire correspondant aujourd'hui au nord de la Colombie. Il a également fondé la ville de Valledupar.

## Biographie
Né dans la ville espagnole de Zafra (Badajoz) au cours de la première décennie du XVIe siècle, Hernando de Santana est le fils de Juan de Porras et de Francisca de Santana. En 1527, comme d'autres jeunes de son temps, il s'enrôle dans l'expédition de Francisco de Montejo, qui à Sanlúcar de Barrameda embarque vers le Yucatán en Nouvelle-Espagne (Mexique), pour l'exploration et la conquête de cette péninsule dominée par les Mayas.

## Conquêtes
En 1528, la conquête du Yucatán commence, mais le climat, les conditions insalubres, le paludisme et les indigènes forcent Montejo à abandonner. Lors d'autres tentatives, Montejo entre au Honduras tandis que son fils (du même nom) entreprend la conquête depuis la côte, réussissant finalement à conquérir le territoire. Hernando Santana participe à cette conquête ainsi qu'à la fondation des villes de Campeche et Mérida. Après une longue période au service de Francisco de Montejo, et ayant atteint le grade de capitaine, il quitte le territoire mexicain pour Santa Marta (Colombie) où il participe à la conquête du territoire caribéen.

## Fondation de Valledupar
Le peloton du capitaine Santana, lors de sa campagne du río Cesar et de la région de Guatapurí (es), découvre une belle vallée de terres fertiles peuplées de tribus dociles et industrieuses, moins guerrières que celles qu'ils ont rencontrées jusque-là. Après avoir terminé de soumettre les marrons noirs, Hernando de Santana ne veut pas retourner à Santa Marta sans avoir créé une ville dans cette zone tranquille.
Le 6 janvier 1550, après avoir choisi le bon site et s'être conformé à la cérémonie habituelle, il fonde la ville des Santos Reyes del Valle de Upar, actuellement connue sous le nom de Valledupar, capitale du département de Cesar. Upar était le nom du cacique de cette région ; son nom a été ajouté à celui de la ville en remerciement pour l'aide et la collaboration que ce chef local avait apporté à Santana pendant son séjour dans ces territoires.
La ville de Valledupar a érigé une statue en l'honneur d'Hernando de Santana. Elle a été vandalisée en 2021 sous le prétexte qu'elle rend hommage à un esclavagiste.